# Football Club Goa 2016
Questa voce raccoglie le informazioni riguardanti il Goa nelle competizioni ufficiali della stagione 2016.

## Maglie e sponsor
Il fornitore tecnico per questa stagione è Adidas

## Colori e simboli

### Colori
I colori della squadra sono l'arancione e il blu.

## Rosa
| N. |                      | Ruolo | Calciatore              |
| -- | -------------------- | ----- | ----------------------- |
| 1  | India (bandiera)     | P     | Subhasish Roy Chowdhury |
| 2  | India (bandiera)     | D     | Debabrata Roy           |
| 3  | Brasile (bandiera)   | D     | Lúcio                   |
| 4  | Brasile (bandiera)   | D     | Luciano Sabrosa         |
| 5  | Brasile (bandiera)   | D     | Rafael Dumas            |
| 6  | India (bandiera)     | D     | Raju Gaikwad            |
| 7  | Brasile (bandiera)   | C     | Matheus Trindade        |
| 8  | India (bandiera)     | C     | Pratesh Shirodkar       |
| 9  | India (bandiera)     | A     | Robin Singh             |
| 10 | Brasile (bandiera)   | C     | Richarlyson             |
| 11 | Brasile (bandiera)   | A     | Reinaldo                |
| 12 | India (bandiera)     | D     | Denzil Franco           |
| 15 | Martinica (bandiera) | D     | Grégory Arnolin         |

| N. |                    | Ruolo | Calciatore          |
| -- | ------------------ | ----- | ------------------- |
| 16 | India (bandiera)   | C     | Sahil Tavora        |
| 17 | India (bandiera)   | C     | Mandar Rao Desai    |
| 18 | India (bandiera)   | D     | Fulganco Cardozo    |
| 19 | India (bandiera)   | C     | Romeo Fernandes     |
| 20 | Brasile (bandiera) | A     | Rafael Coelho       |
| 22 | Spagna (bandiera)  | C     | Jofre               |
| 23 | India (bandiera)   | D     | Keenan Almeida      |
| 27 | India (bandiera)   | P     | Laxmikant Kattimani |
| 31 | India (bandiera)   | P     | Sukhadev Patil      |
| 33 | India (bandiera)   | C     | Sanjay Balmuchu     |
| 99 | Brasile (bandiera) | C     | Júlio César         |
|    | India (bandiera)   | A     | Joaquim Abranches   |

## Calciomercato
| Acquisti | Acquisti                | Acquisti             | Acquisti   |
| R.       | Nome                    | da                   | Modalità   |
| -------- | ----------------------- | -------------------- | ---------- |
| P        | Laxmikant Kattimani     |                      |            |
| P        | Subhasish Roy Chowdhury | Delhi Dynamos        | definitivo |
| P        | Sukhadev Patil          |                      |            |
| D        | Debabrata Roy           | Dempo                | prestito   |
| D        | Keenan Almeida          | Salgaocar            | definitivo |
| D        | Denzil Franco           | Atlético de Kolkata  | definitivo |
| D        | Lucio                   |                      |            |
| D        | Rafael Dumas            | Flamengo             | prestito   |
| D        | Grégory Arnolin         |                      |            |
| C        | Júlio César             | Mirassol             | definitivo |
| C        | Richarlyson             | Grêmio Novorizontino | definitivo |
| C        | Sahil Tavora            | Dempo                | definitivo |
| C        | Matheus Trindade        | Flamengo             | prestito   |
| C        | Pratesh Shirodkar       | Goa                  | definitivo |
| C        | Jofre                   |                      |            |
| A        | Robin Singh             | Delhi Dynamos        | definitivo |
| A        | Joaquim Abranches       | Dempo                | prestito   |
| A        | Reinaldo                | Boavista-RJ          | definitivo |
| A        | Rafael Coelho           | Náutico              | definitivo |

| Cessioni | Cessioni | Cessioni | Cessioni |
| R.       | Nome     | a        | Modalità |
| -------- | -------- | -------- | -------- |

## Risultati

### Indian Super League
| Arbitro: | Srikrishna C. |

|                          |           |  |
| Emiliano Alfaro 20’, 62’ | Marcatori |  |

| Arbitro: | Kumar S. |

|                   |           |                                 |
| Rafael Coelho 34’ | Marcatori | 26’ Arata Izumi 90’ Momar Ndoye |

| Arbitro: | Thakur O. P. |

|                                       |           |  |
| Hans Mulder 15’ Mehrajuddin Wadoo 26’ | Marcatori |  |

| Arbitro: | Guerrero F. |

|                   |           |                  |
| Sameehg Doutie 6’ | Marcatori | 77’ (Rig.) Jofre |

| Arbitro: | Ricci S. |

|  |           |                 |
|  | Marcatori | 41’ Richarlyson |

| Arbitro: | Srikrishna C. |

|                 |           |                                       |
| Júlio César 24’ | Marcatori | 46’ Mohammed Rafi 84’ Kervens Belfort |

| Arbitro: | Dilan H. P. |

|  |           |                                  |
|  | Marcatori | 72’ Marcelinho 76’ Richard Gadze |

| Arbitro: | Dutta A. |

|  |           |                   |
|  | Marcatori | 32’ Rafael Coelho |

| Arbitro: | Waldron N. |

|                                               |           |                  |
| Kervens Belfort 48’ (Rig.) C.K. Vineeth 90+9’ | Marcatori | 9’ Rafael Coelho |

| Arbitro: | Kumar S. |

|                                       |           |                     |
| Robin Singh 62’ Romeo Fernandes 90+4’ | Marcatori | 50’ Seityasen Singh |

| Goa 16 novembre 2016, ore 19:00 UTC+5:30 11ª giornata | FC Goa    | 0 – 0 referto | Mumbai City | Fatorda Stadium (18.917 spett.)\| Arbitro: \| Gamini R. \| |
| Arbitro:                                              | Gamini R. |               |             |                                                            |

| Goa 24 novembre 2016, ore 19:00 UTC+5:30 12ª giornata                                           | FC Goa    | 1 – 2 referto                            | Atlético de Kolkata | Fatorda Stadium (18.527 spett.) |
| \| \| \| \| \| Mandar Rao Desai 80’ \| Marcatori \| 28’ Juan Belencoso 90+2’ Stephen Pearson \| |           |                                          |                     |                                 |
|                                                                                                 |           |                                          |                     |                                 |
| Mandar Rao Desai 80’                                                                            | Marcatori | 28’ Juan Belencoso 90+2’ Stephen Pearson |                     |                                 |

| Delhi 27 novembre 2016, ore 19:00 UTC+5:30 13ª giornata                                                | Delhi Dynamos | 5 – 1 referto        | FC Goa | Jawaharlal Nehru Stadium |
| \| \| \| \| \| Marcelinho 38’, 48’, 56’ Richard Gadze 52’, 58’ \| Marcatori \| 31’ Fulganco Cardozo \| |               |                      |        |                          |
| |               |                      |        |                          |
| Marcelinho 38’, 48’, 56’ Richard Gadze 52’, 58’                                                        | Marcatori     | 31’ Fulganco Cardozo |        |                          |

| Goa 1 dicembre 2016, ore 19:00 UTC+5:30 14ª giornata | FC Goa    | 5 – 4 referto                                                                                | Chennaiyin | Fatorda Stadium (14.717 spett.) |
| \| \| \| \| \| Rafael Coelho 6’, 76’ Jofre 21’ (Rig.) Sahil Tavora 68’, 90+5’ \| Marcatori \| 4’ Jerry Lalrinzuala 14’ (A.g.) Grégory Arnolin 28’ Dudu Omagbemi 88’ (Rig.) John Arne Riise \| |           |                                                                                              |            |                                 |
| |           |                                                                                              |            |                                 |
| Rafael Coelho 6’, 76’ Jofre 21’ (Rig.) Sahil Tavora 68’, 90+5’ | Marcatori | 4’ Jerry Lalrinzuala 14’ (A.g.) Grégory Arnolin 28’ Dudu Omagbemi 88’ (Rig.) John Arne Riise |            |                                 |

### Andamento in campionato
| Giornata  | 1 | 2 | 3 | 4 | 5 | 6 | 7 | 8 | 9 | 10 | 11 | 12 | 13 | 14 |
| --------- | - | - | - | - | - | - | - | - | - | -- | -- | -- | -- | -- |
| Luogo     | T | C | T | T | T | C | C | T | T | C  | C  | C  | T  | C  |
| Risultato | P | P | P | N | V | P | P | V | P | V  | N  | P  | P  | V  |
| Posizione | 8 | 8 | 8 | 8 | 8 | 8 | 8 | 8 | 8 | 8  | 8  | 8  | 8  | 8  |

Legenda:

Luogo: C = Casa; T = Trasferta. Risultato: V = Vittoria; N = Pareggio; P = Sconfitta.